# Foliation

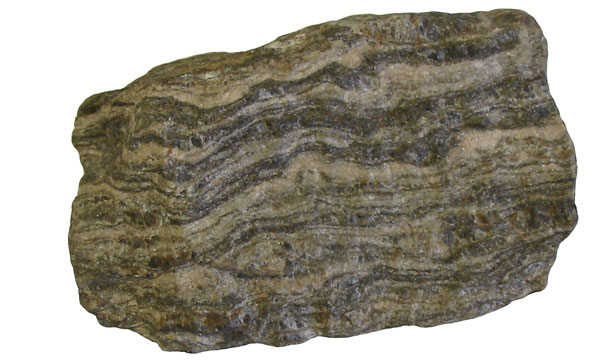
Gneiss, roche à foliation.

La foliation (du latin folium, feuille), est une structuration en plans distincts des roches métamorphiques. La structure est marquée par l'orientation préférentielle de minéraux visibles à l'œil nu — le plus souvent les micas — et aussi en microscopie optique. Contrairement à la schistosité affectant ces mêmes roches métamorphiques, le caractère spécifique de la foliation est la différence potentielle de minéralogie des différents feuillets. Il y a le plus souvent une différenciation pétrographique nette, aboutissant à l'alternance de feuillets de composition minéralogique différente (feuillets clairs et foncés) dans les roches métamorphiques de haut grade, par exemple les migmatites, les micaschistes et, typiquement, les gneiss et mylonites.

## Botanique
La foliation est également le moment où les bourgeons commencent à développer leurs feuilles.